# Orodillo sauteri
Orodillo sauteri är en kräftdjursart som beskrevs av Karl Wilhelm Verhoeff1928. Orodillo sauteri ingår i släktet Orodillo och familjen Armadillidae. Inga underarter finns listade i Catalogue of Life.